# Осташковское сельское поселение
Оста́шковское се́льское поселе́ние — упразднённое муниципальное образование в составе Торжокского района Тверской области. На территории поселения находилось 23 населённых пункта.
Центр поселения — деревня Осташково.
Образовано в 2005 году, включило в себя территорию Осташковского сельского округа.
Законом Тверской области от 17 апреля 2017 года № 23-ЗО были преобразованы, путём их объединения, муниципальные образования Яконовское, Никольское и Осташковское сельские поселения в Яконовское сельское поселение.

## Географические данные
- Общая площадь: 124,1 км²
- Нахождение: северо-западная часть Торжокского района.
  - Граничит:
    - на севере — с Вышневолоцким районом, Есеновичское СП и Княщинское СП, и со Спировским районом, Выдропужское СП
    - на северо-востоке — с Тверецким СП
    - на востоке — с Большесвятцовским СП
    - на юге — с Яконовским СП
    - на западе — с Кувшиновским районом, Пеньское СП и Борзынское СП.

На востоке поселения (по границе) протекает река Осуга, её приток Поведь пересекает поселение с запада на восток.

## Население
По переписи 2002 года — 739 человек, на 01.01.2008 — 633 человек.
Национальный состав: русские.

## Населённые пункты
На территории поселения находятся следующие населённые пункты:

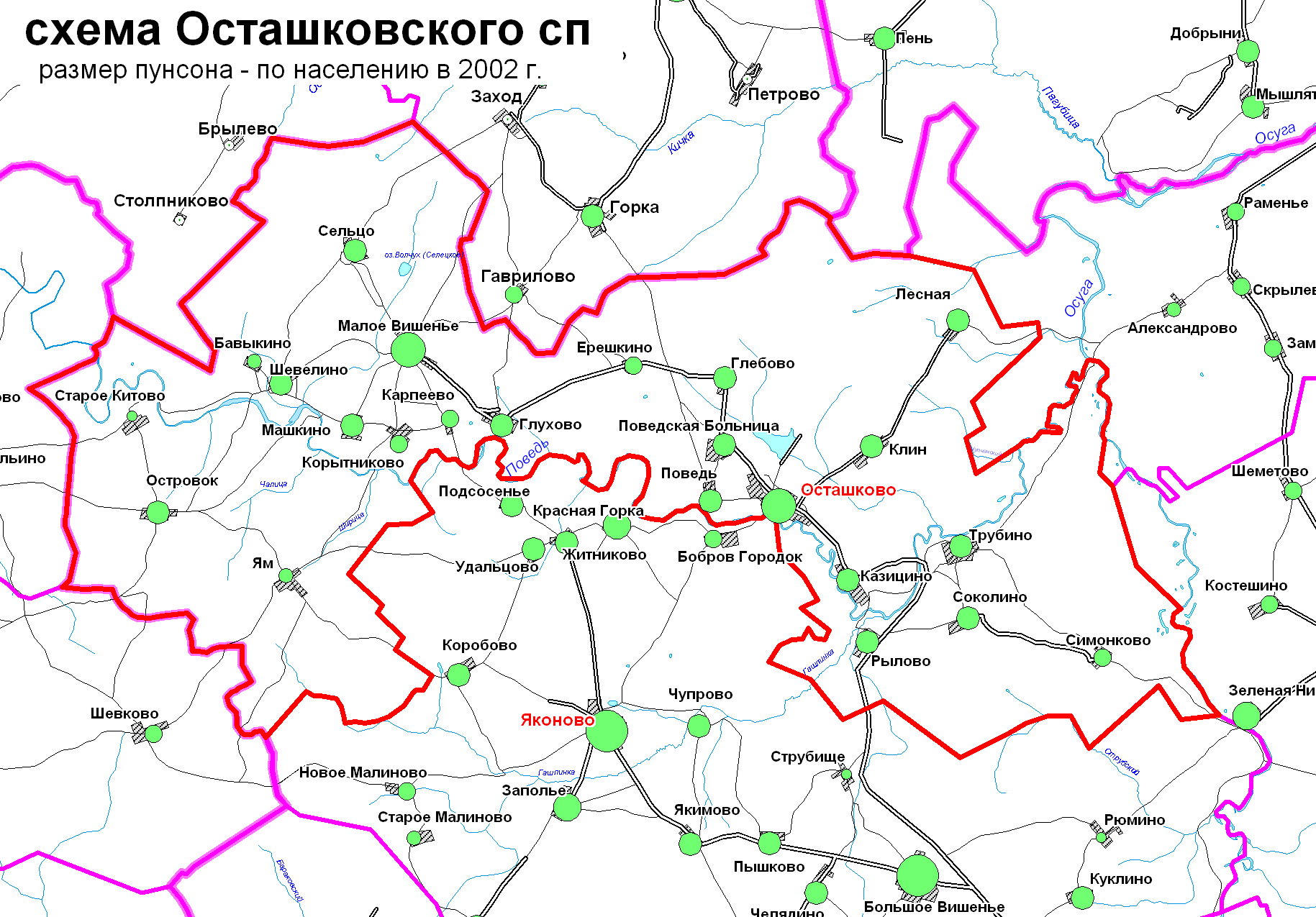
Схема Осташковского сп

| Тип  | Название           | Население | Население | Население |
| Тип  | Название           | 1996      | 2002      | 2008      |
| ---- | ------------------ | --------- | --------- | --------- |
| дер. | Осташково          | 198       | 179       | 167       |
| дер. | Бавыкино           | 3         | 3         | 0         |
| дер. | Глебово            | 32        | 34        | 22        |
| дер. | Глухово            | 23        | 13        | 10        |
| дер. | Ерешкино           | 9         | 9         | 5         |
| дер. | Казицино           | 39        | 45        | 40        |
| дер. | Карпеево           | 13        | 8         | 3         |
| дер. | Клин               | 50        | 45        | 42        |
| дер. | Корытниково        | 19        | 7         | 12        |
| дер. | Лесная             | 29        | 22        | 20        |
| дер. | Малое Вишенье      | 152       | 128       | 96        |
| дер. | Машкино            | 22        | 12        | 9         |
| дер. | Островок           | 24        | 20        | 14        |
| дер. | Поведская Больница | 8         | 16        | 14        |
| село | Поведь             | 27        | 34        | 39        |
| дер. | Рылово             | 38        | 31        | 27        |
| дер. | Сельцо             | 35        | 36        | 27        |
| дер. | Симонково          | 5         | 9         | 1         |
| дер. | Соколино           | 19        | 15        | 24        |
| дер. | Старое Китово      | 5         | 1         | 3         |
| дер. | Трубино            | 54        | 38        | 39        |
| дер. | Шевелино           | 35        | 29        | 16        |
| дер. | Ям                 | 5         | 5         | 3         |

### Бывшие населённые пункты
- Деревня Климо́тино (практически соединялась с д. Глебово, располагаясь восточнее последней). Упоминается на географической карте 1777 года, и позже, в метрических книгах начала 19 века, а также на карте Менде в 1863 году. Относилась к поместьям Бакуниных. Ныне данная территория является восточной частью деревни Глебово.
- Деревня Зу́бово (находилась посередине дороги между д. Островок и д. Ям).
- Сельцо Ру́хонтово (находилась на правом берегу р. Поведи напротив нынешней д.Корытниково). Бывшая барская усадьба: проживали помещики Глазатовы с дворовыми крестьянами. После 1917 года — населенный пункт не существует.
- Деревня Новое Китово (находилась южнее д. Старое Китово).
- Деревня Петрово (практически соединялась с сельцом Городок), упоминается на карте Менде 1863 года, ныне данная территория является восточной частью деревни Бобров Городок Яконовского СП.
- Деревня Пустошка (находилась за деревней Трубино в излучине соединения рек Поведи и Осуги).
- Деревня Вольный (или Дальний, Табачный) Городок (находилась южнее деревни Соколино). Упоминается в метрических книгах до 1917 года.

## История
В XI—XV вв. территория поселения относилась к Новгородской земле и находилась на границе Деревской пятины и «городовой волости» города Торжка.
В XV веке присоединена к Великому княжеству Московскому.
- После реформ Петра I территория поселения входила:
  - в 1708—1727 гг. в Санкт-Петербургскую (Ингерманландскую 1708—1710 гг.) губернию, Тверскую провинцию,
  - в 1727—1775 гг. в Новгородскую губернию, Тверскую провинцию,
  - в 1775—1796 гг. в Тверское наместничество, Новоторжский уезд,
  - в 1796—1929 гг. в Тверскую губернию, Новоторжский уезд,
  - в 1929—1935 гг. в Московскую область, Новоторжский район (восточная часть поселения) и Ясеновичский район (западная часть),
  - в 1935—1958 гг. в Калининскую область, Новоторжский район (восточная часть поселения) и Ясеновичский (Есеновичский) район (западная часть),
  - в 1958—1963 гг. в Калининскую область, Новоторжский район,
  - в 1963—1990 гг. в Калининскую область, Торжокский район,
  - с 1990 в Тверскую область, Торжокский район,

В середине XIX — начале XX века большинство деревень поселения относились к Поведской волости Новоторжского уезда.
В 50-е годы XX века на территории поселения существовали Маловишенский (Есеновичского района) и Поведский (Новоторжского района) сельсоветы.